# Sechet-hetep
Sechet-hetep (auch Gefilde der Opfergabe, Gefilde des Opfers; Kurzform: Hetep) ist in der ägyptischen Mythologie ein Teil der Region Sechet-iaru des Osiris im Land Ta-djeser (Totenreich) und markierte als hell erleuchtete Region den Ort der Versorgung.

## Begriffsbedeutung
Die Bezeichnung Sechet-hetep besteht aus zwei eigenständigen Wortbedeutungen. Durch verschiedene Möglichkeiten der Auslegung kann daher keine eindeutige Zuordnung erfolgen.
Nach dem Tod besaß Sechet-hetep nicht nur den ausschließlichen Zweck, den Toten ein Leben im Paradies zu ermöglichen, sondern umfasste auch noch andere mythische Aspekte. Eine wortwörtliche Übersetzung muss aus diesen Gründen offenbleiben, da der Begriff Sechet-hetep sehr vielschichtig einsetzbar war.

### Sechet
Der Begriff Sechet steht für Feld beziehungsweise Gefilde, was eine gewisse Fläche beinhaltet und daher auch mit Landschaft übersetzt werden kann. Eine Auslegung im Sinne von Land hinsichtlich Feld oder Ackerland ist daher nicht treffend, weil sie eine zu kleine Fläche suggerieren würde. Der Begriff Sechet bezog sich auf mehrere landschaftliche Gebiete:
- Nilschwemme: Landwirtschaftliche Felder direkt am Nil, die von der jährlichen Nilschwemme überflutet wurden.
- Nilinseln: Im Nil über dem Wasserspiegel liegende Landmassen, die als umschlossene Gebiete landwirtschaftlich genutzt werden können.
- Schilfgebiete: Landabschnitte mit Röhrichtzonen, die an stehenden und langsam fließenden Gewässern bis zu einem Meter Wassertiefe vorkommen.
- Wüstenrandgebiete: Tümpel, Oasen und nur zeitweilig nutzbarer Ackerboden, der nach dem Ende der Regenzeit langsam wieder austrocknet.

### Hetep
Hetep wird im Bezug auf die Region Sechet-iaru als Teilgebiet des Opfermahls verstanden. Die Verstorbenen wünschten nach Eintritt in die Duat das ihnen zustehende göttliche Opfermahl zu erhalten, das mit dem Aufstieg zu einer eigenständigen Gottheit nach Ankunft in der Duat verbunden war.